# Jan Augusta
Jan Augusta (Praga, 1500-1572), fue obispo de Unitas Fratrum y protestante reformador.

## Biografía
Jan Augusta Augusta nació en Praga en 1500 y aprendió el oficio de fabricación de sombreros como su padre. No recibió educación formal, pero leyó las obras de sacerdotes checos como Mateo de Janov y Jan Hus. Augusta se unió al Unitas Fratrum en 1524 después de explorar y rechazar otras comunidades cristianas  Fue elegido obispo de esta comunidad religiosa en 1532 y en 1535 viajó a Wittenberg, Alemania en nombre de la Unidad para consultar con Martín Lutero.
Fue nombrado presidente del Consejo Interno de Unitas Fratrum en 1547. Preparó versiones checas y latinas de una confesión de la fe para la Unidad y escribió muchos himnos que se incluyeron en varios himnarios checos.
Desanimó a los miembros de Unitas Fratrum de cooperar con Fernando I del Sacro Imperio Romano Germánico durante la Guerra de Esmalcalda. Cuando terminó la guerra, Fernando desterró a toda la secta y arrestó a los principales predicadores. Augusta intentó escapar con el atuendo de un campesino, pero fue capturado y conducido encadenado a Praga, donde fue encarcelado. Se le ofreció su libertad con la condición de retractarse públicamente y convertirse en católico o utraquista. Augusta estaba listo para autoproclamarse utraquista, pero no para retractarse en público, por lo que permaneció en prisión 16 años.
Fue encarcelado desde 1548 hasta 1564, tiempo durante el cual mantuvo correspondencia con otros líderes de la Unidad, pero se mostró reacio a ceder su papel de líder a otros, aunque se reconcilió con ellos después de su liberación de la prisión por la muerte de Fernando I. Como condición para su liberación, tenía que prometer que no predicaría más. Murió en 1572.